# タウィー・ブンヤケート
タウィー・ブンヤケート（タイ語：ทวี บุณยเกตุ、1904年11月10日 - 1971年11月3日）は、タイ王国の政治家。1945年8月31日から同年9月17日までの短期間首相を務めた。

## 経歴
キングス・カレッジ、ケンブリッジ大学、グリニョン国立高等農学校で学んだ後、農業・協同組合省で働いた。
人民党に入党し、1932年のタイ立憲革命に参加。その後、プレーク・ピブーンソンクラーム政権の内閣官房長官やクアン・アパイウォン政権の教育大臣などを歴任した。
第二次世界大戦終結直後の1945年8月31日に首相に就任したが、これは本命候補者であるセーニー・プラーモートがタイに不在だったからにすぎず、17日後の9月17日にセーニーが帰国すると首相の座を彼に譲った。
その後、サリット・タナラット政権で憲法起草委員会の委員長を務めた。